# Megachasma
Megachasma (Taylor, Compagno & Struhsaker, 1983) è un genere di squali. Di solito è considerato l'unico genere nella famiglia Megachasmidae (Taylor, Compagno & Struhsaker, 1983), sebbene sia stato suggerito che possa appartenere alla famiglia Cetorhinidae, di cui lo squalo elefante è attualmente l'unico membro esistente. Megachasma pelagios è l'unica specie vivente del genere e si trova principalmente nelle acque temperate e tropicali degli oceani Pacifico, Atlantico e Indiano. Le segnalazioni di avvistamenti più numerose provengono da Giappone, Taiwan e Filippine.
Oltre a M. pelagios, recentemente sono state proposte anche due specie estinte di megamouth, il M. alisonae del Priaboniano e il M. applegatei dell'Oligocene-Miocene, sulla base di resti di denti fossilizzati. Un primo antenato della specie recente Megachasma pelagios è stato segnalato dal Miocene inferiore (Burdigaliano) del Belgio.

## Etimologia
Il nome scientifico Megachasma deriva dal greco antico μέγας?, mégas, "grande" e χάσμα, chásma, "abisso, grande apertura".

## Tassonomia
- Megachasma pelagios (Taylor, Compagno & Struhsaker, 1983)
- † Megachasma applegatei (Shimada, Welton & Long, 2014)
- † Megachasma alisonae (Shimada & Ward, 2016)

Pseudomegachasma comanchensis del Cretaceo era in precedenza assegnato a Megachasma, ma è stato riclassificato come squalo odontaspide nel genere Pseudomegachasma, essendo non correlato allo squalo megamouth nonostante la morfologia dei denti simile.